# Palicourea albocaerulea
Palicourea albocaerulea är en måreväxtart som beskrevs av Charlotte M. Taylor. Palicourea albocaerulea ingår i släktet Palicourea och familjen måreväxter. Inga underarter finns listade i Catalogue of Life.